# Gustaw Orlicz-Dreszer
Gustaw Konstanty Orlicz-Dreszer (Jadów, 2 ottobre 1889 – Gdynia, 16 luglio 1936) è stato un generale polacco.

## Biografia
Figlio di Johannes Augustus di professione avvocato, e di Emilia von Ruschów, nacque a Jadów, allora cittadina dell'Impero russo, il 2 ottobre 1889. Nel 1900 la sua famiglia si trasferì a Częstochowa, dove suo padre fondò una società di diritto privato. Diplomatosi al locale liceo, si impegno fortemente nell'organizzazione della "Zed". Mentre frequentava come studente l'VIII classe del liceo venne arrestato e incarcerato dalle autorità zariste per attività patriottiche. Diplomatosi nel 1907 presso il IV Liceo Henryk Sienkiewicz di Częstochowa, decise di dedicarsi alla giurisprudenza, iscrivendosi presso l'Università Jan Kazimierz di Leopoli. Una volta laureatosi effettuò studi di commercio presso l'Università di Liegi in Belgio e presso l'Accademia dell'esportazione di Le Havre in Francia.

### La prima guerra mondiale
Con lo scoppio della prima guerra mondiale, il 3 agosto 1914 venne arruolato nell'Esercito imperiale russo con il grado di sottotenente di cavalleria della riserva, assegnato al 3º squadrone del 14° Reggimento Ussari. Il suo reparto attraversò il confine russo-tedesco il 14 agosto combattendo ai margini del villaggio di Brzeg, e nella regione di Kielce costituendo la cosiddetta "Oddziału Beliny". 
Nell'ottobre del 1914 ottenne la nomina a tenente, per essere promosso capitano il 19 settembre 1915. Abbandonato l'esercito russo successivamente combatté nelle file del 1º Reggimento dei Lancieri della Legione polacca, e dal gennaio 1917, come comandante di battaglione, in seno al 1º Reggimento di fanteria della Legione polacca. Dopo la cosiddetta crisi del giuramento venne internato a Szczypiorno, e poi a Havelberg, Rastatt e Werl, per essere rilasciato nel 1918.
Nel corso di quell'anno fu nominato, da Edward Rydz-Śmigły comandante del distretto militare di Chełm, dove disarmò la locale guarnigione austriaca, ordinando nel contempo la costituzione del 1º Reggimento di cavalleria, di cui fu primo comandante, e del 35º Reggimento fanteria. Per il neocostituito Esercito polacco reclutò anche prigionieri di guerra italiani e disertori cechi dell'esercito dell'Impero austro-ungarico. Il 10 novembre venne promosso maggiore, e nel corso del 1919 raggiunse il grado di colonnello. Durante la guerra polacco-bolscevica comandò in successione il 1º Reggimento di cavalleria (dal novembre 1918 al luglio 1920), la IV Brigata di cavalleria (luglio 1920), e quindi la 2ª Divisione di cavalleria (agosto 1920-luglio 1921). 
Il 17 luglio 1921 fu nominato Ispettore generale dell'arma di cavalleria, e quindi Ispettore della 2ª Armata.. Il 1º giugno 1924 assunse nuovamente il comando della 2ª Divisione di cavalleria di stanza a Varsavia. Durante questo periodo, dal 15 novembre 1923 al 15 agosto 1924, frequentò un corso di specializzazione presso il Centro Alti Studi per la Difesa tenutosi nella capitale. Il 31 marzo 1924 venne promosso generale di brigata con anzianità dal 1º luglio 1923.
Il 15 novembre 1925 condusse una delegazione di alcune decine di militari di alto livello dal Maresciallo Józef Piłsudski, chiedendogli di ritornare alla vita politica. Durante la celebrazione della ricorrenza dell'indipendenza della Polonia lesse un famoso discorso, visto come una dichiarazione di ferma devozione alla figura di Piłsudski prima del pianificato colpo di stato militare. 
Il giorno successivo l'allora Ministro degli Affari Militari, generale Władysław Sikorski, lo trasferì a Poznań per ricoprire l'incarico di comandante della 3ª Divisione di cavalleria. Il 31 dicembre 1925 il nuovo ministro degli Affari Militari, generale Lucjan Żeligowski gli restituì l'incarico di comandante della 2ª Divisione di cavalleria a Varsavia.
Durante il colpo di stato del maggio 1926 sostenne apertamente il generale Piłsudski contro le truppe fedeli al governo. Nel settembre dello stesso anno fu nominato Ispettore Generale delle Forze Armate, lasciando l'incarico di comandante della 2ª Divisione di cavalleria, e dal 1930 fu Presidente del Consiglio di Amministrazione della Lega Marittima e Coloniale (Ligi Morskiej i Kolonialnej), creando e promuovendo il programma di sviluppo della marina mercantile polacca. Il 15 dicembre dello stesso anno, dopo la promozione a maggiore generale, fu nominato Ispettore Generale dell'esercito. L'8 dicembre 1933 presenziò alla cerimonia di inaugurazione del porto e della stazione marittima di Gdynia. Il 16 maggio 1935, presso il campo Mokotow di Varsavia, comandò la parata militare svoltasi in onore del defunto Presidente della Repubblica Piłsudski. Prima del funerale di quest'ultimo ebbe un incontro con il generale Sikorski che si trovava in esilio a Parigi dal 1928. Durante l'incontro, un tentativo di riappacificazione tra i due, concesse a Sikorski di presenziare al funerale in alta uniforme, ma quando quest'ultimo gli chiese di presiedere il corteo al suo posto, gli rispose di considerare ciò come una provocazione e non gli diede più il permesso di prendere parte alla cerimonia funebre. 
Il 4 luglio 1936 assunse l'incarico di Ispettore della difesa aerea, ma decedette il 16 luglio dello stesso anno in un incidente aereo mentre volava a bordo di un RWD-9 precipitato nel Mar Baltico, nei pressi di Gdynia, perché volava troppo basso.

## Uno strano incidente

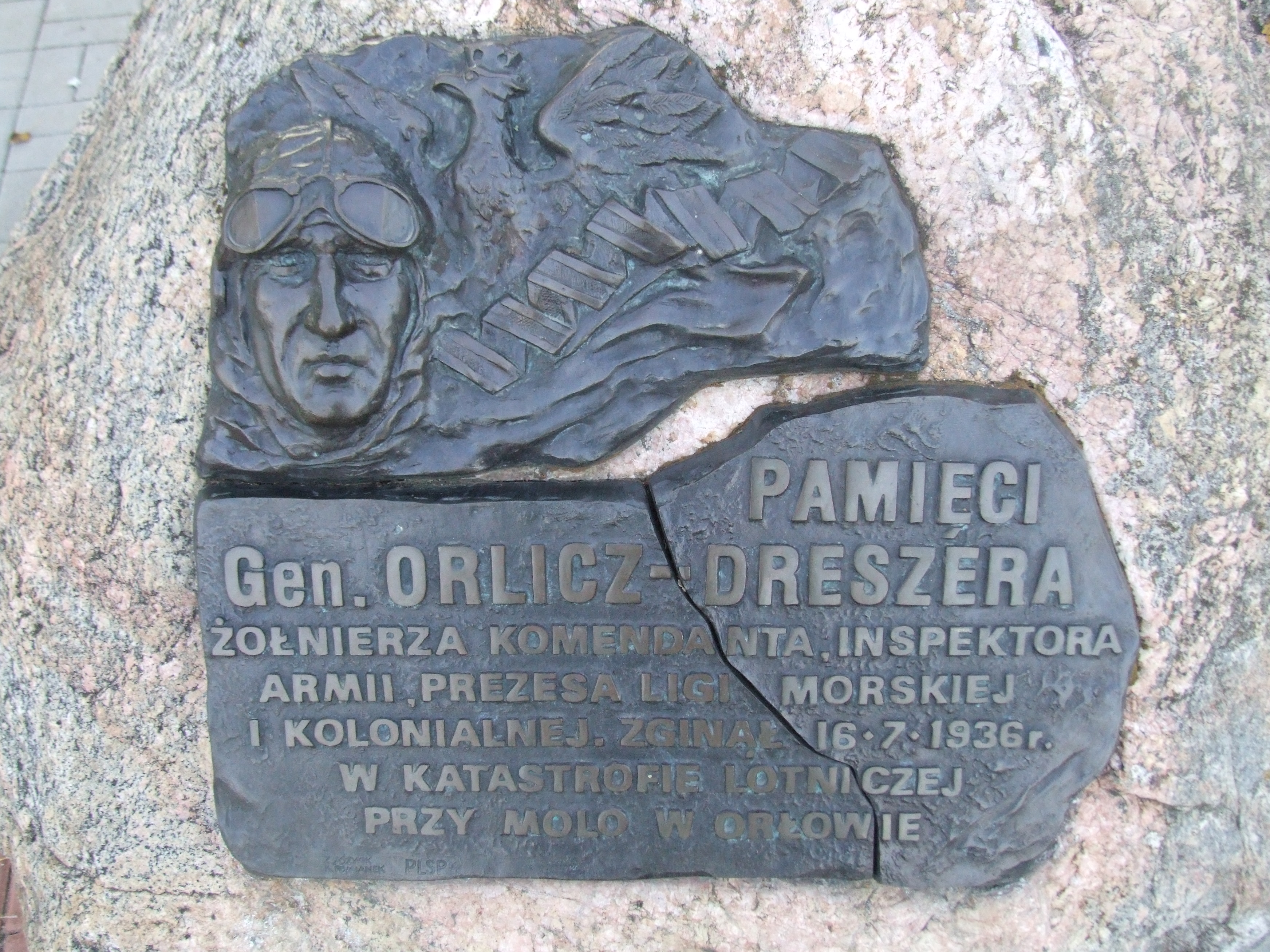
Monumento al gen. Gustaw Orlicz-Dreszer presso il cimitero di Gdynia-Orłowie, l'immagine è simbolicamente rotta

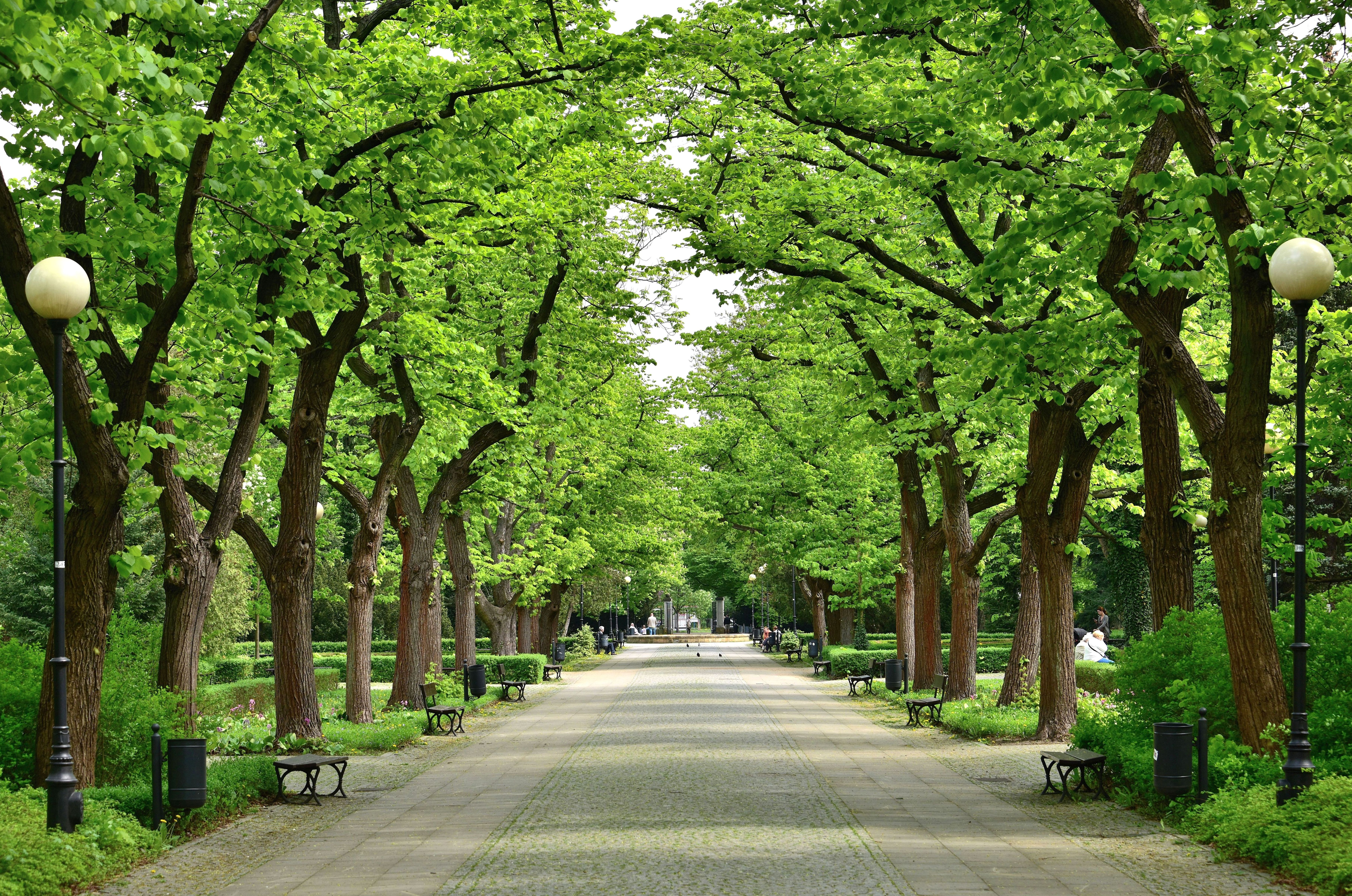
Il parco intitolato a Gustaw Orlicz-Dreszer nel quartiere Mokotów di Varsavia

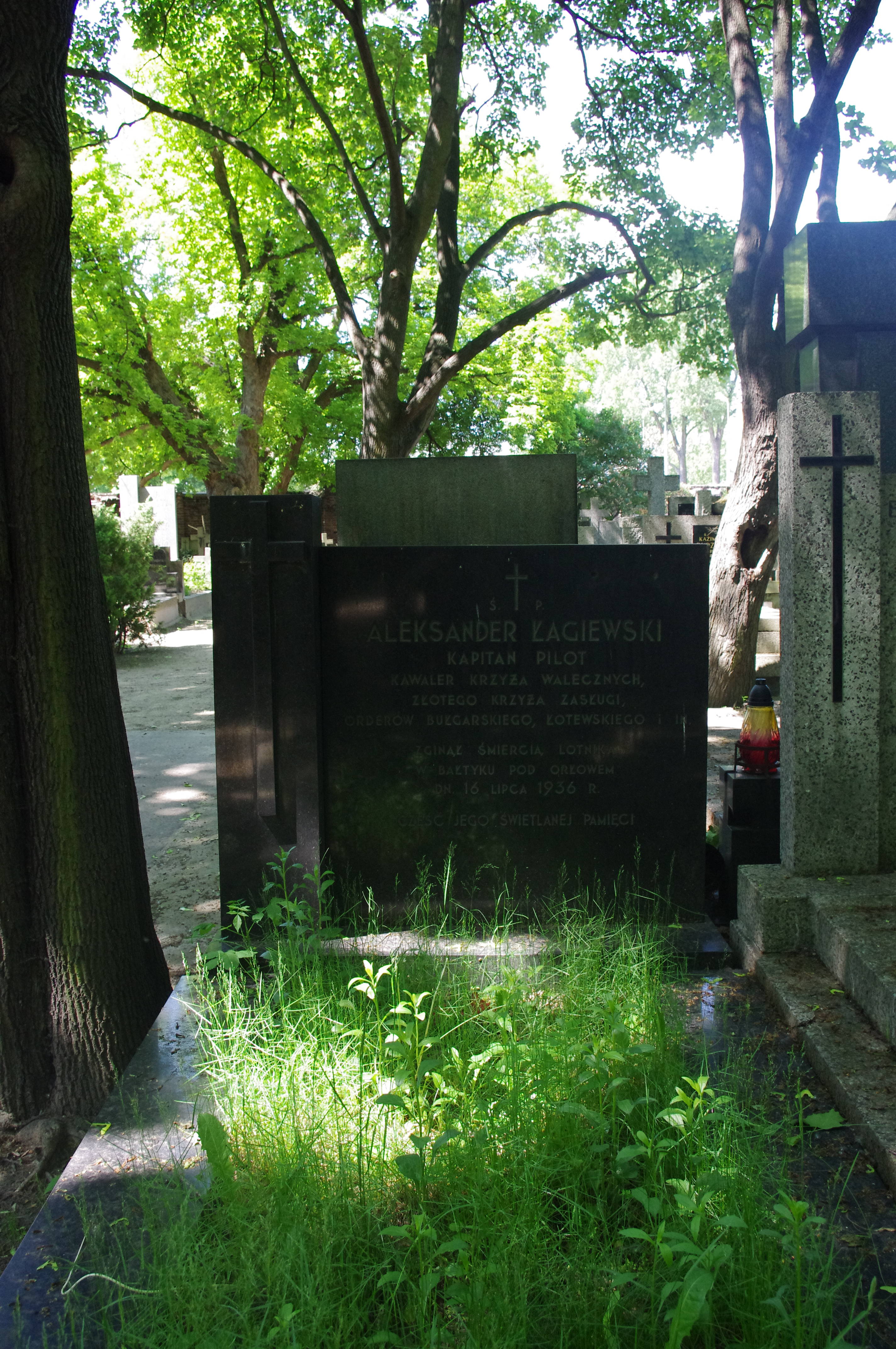
La tomba del pilota Aleksander Łągiewski, decorato con Croce al valore e Croce d'oro al merito, rimasto ucciso in un incidente aereo a Gdynia con il generale Gustaw Orlicz-Dreszer, sita nel cimitero di Varsavia

Il 16 luglio del 1936 un aereo RWD-9 apparve sulla città di Gdynia mentre stava volando diretto ad intercettare la nave passeggeri "Pilsudski" di ritorno dagli Stati Uniti. A bordo del velivolo si trovavano il Cpt. pil. Aleksander Łągiewski, il Maggior Generale Gustaw Orlicz-Dreszer, e il tenente colonnello Stefan Loth. L'intenzione del generale Orlicz-Dreszer era di andare a salutare la sua seconda moglie, un'americana, che si trovava a bordo della Pilsudski.
Il disastro si verificò alle ore 14:14, e nonostante le operazioni di soccorso immediatamente intraprese da diverse navi, tutti gli ufficiali a bordo del velivolo rimasero uccisi. I corpi delle vittime e i rottami dell'aereo ritrovati vennero sbarcati a Gdynia, sul molo del quartiere di Orłowo. Nonostante il passare degli anni, non tutte le circostanze della morte del generale sono state chiarite. Perché il velivolo RWD-9 con numero di registrazione 263 SP-DRC, probabilmente ai comandi del Capitano pilota Łągiewski appartenente al 1º Reggimento aereo di Varsavia, che volava da Grudziądz a Gdynia, e doveva atterrare sull'aeroporto di Rumi, si trovava nelle acque della Baia di Danzica? E l'incidente avvenne per un guasto meccanico o per un errore del pilota? Finora queste domande rimangono senza risposta. 
Il funerale del generale avvenne il 27 luglio 1936 alla presenza delle massime autorità civili e militari della Polonia, guidate dal Presidente della Repubblica Ignacy Mościcki e dal Maresciallo Edward Rydz-Śmigły.
In suo onore gli furono immediatamente intitolati il Liceo secondario di Chelm, e il 16º Reggimento di cavalleria "Wielkopolska" di Bydgoszcz. Dopo la fine della seconda guerra mondiale gli fu intitolato il 60º Gruppo missili intercettori basato a Olszewnicy-Starej. Il suo nome è stato dato ad un quartiere di Siedlce e al parco di Varsavia-Mokotów. Monumenti in memoria del generale Gustav Orlicz-Dreszer si trovano, tra gli altri, a Lubartów, Chelm, Gdynia, Giżycko, Łódź, Siedlce e Zamość.

## Riferimenti nella cultura
Nel film storico Zamach stanu del 1980, diretto dal regista Ryszard Filipski, il ruolo del generale Gustav Orlicz-Dreszer è interpretato dall'attore Krzysztof Chamiec. Il film inizia nell'autunno del 1925, presso il maniero del Maresciallo Pilsudski situato a Sulejówek, nelle vicinanze di Varsavia, dove si tenne una dimostrazione di 600 ufficiali, guidati del generale Orlicz-Dreszer, che chiedevano il suo ritorno alla vita politica attiva.

## Vita personale
Nel 1921 sposò, probabilmente nel rito cattolico romano, l'attrice Wanda Filochowską de Nowackich. I due divorziarono nel 1934, ottenendo l'annullamento del matrimonio dal Sinodo della Chiesa evangelica riformata di Vilnius. Tre settimane più tardi contrasse un altro matrimonio con una divorziata statunitense di Neal, Olgą Elwirą Stalińską. La cerimonia avvenne con rito civile presso l'Ufficio di Stato civile del municipio di Gdynia. Sia dal primo che dal secondo matrimonio non nacquero figli.
Dato che il generale Orlicz-Dreszer non era di religione cattolica si pose il problema di organizzare la preghiera funebre. Il parroco della chiesa di Oksywie giurò che non avrebbe aperto le porte a peccatori, divorziati ed atei. La sua cerimonia funebre si tenne pertanto sulla porta della chiesa.. 
I corpi degli altri due ufficiali furono sepolti nel cimitero di Varsavia, mentre quello del generale fu tumulato nel cimitero della Marina di Oksywie, a Gdynia.